# Disco de acreção

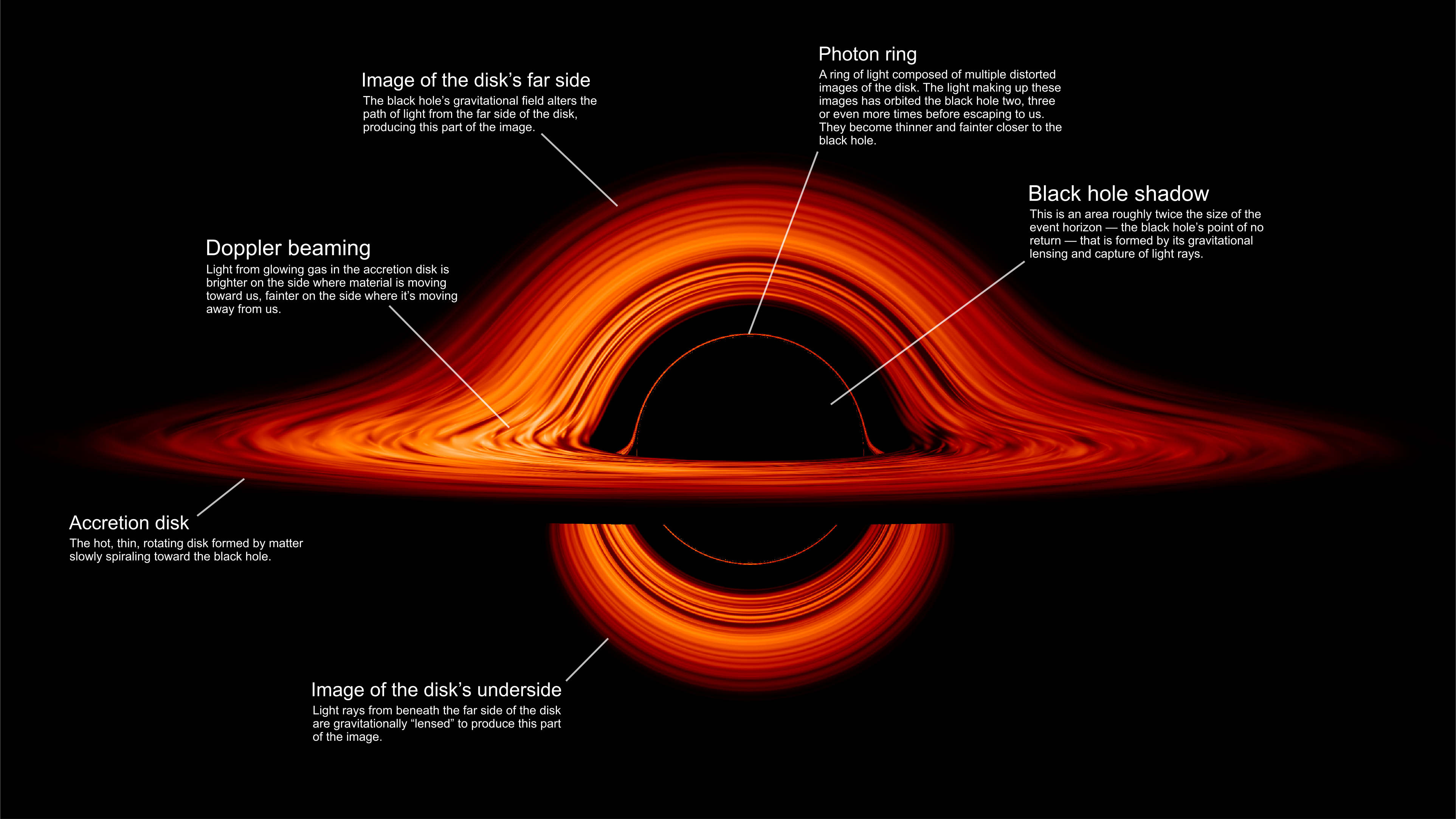
O disco de acreção quente de um buraco negro, mostrando os efeitos relativísticos impostos à luz quando ela é emitida em regiões sujeitas a gravitação extrema. Esta imagem é resultado de simulações da NASA e mostra uma visão de fora do horizonte de um buraco negro de Schwarzschild.

Concepção artística de um disco de acreção em um sistema estelar binário constituído por um buraco negro e uma estrela da sequência principal.

Dá-se o nome de disco de acreção à estrutura formada por materiais difusos em movimento orbital ao redor de um corpo central. Este último costuma ser uma estrela jovem, uma proto-estrela, uma anã branca, uma estrela de nêutrons ou um buraco negro. A ocorrência de instabilidades no disco provoca a redistribuição do momento angular, o que faz os materiais dentro do disco espiralarem-se em direção ao corpo central. A energia gravitacional emitida no processo é transformada em calor e irradiada na superfície do disco, na forma de radiação eletromagnética. A faixa de frequência desta radiação depende do corpo central. Os discos de acreção de estrelas jovens e de proto-estrelas irradiam em infravermelho, enquanto que os das estrelas de nêutrons e dos buracos negros irradiam na porção de raios-X do espectro eletromagnético.